# Первомайский (стадион)
«Первомайский» — комплексный стадион, расположенный в юго-восточной части города Пенза, вместимостью 5120 человек.

## История
Стадион открыт в июне 2007 года. 

## Описание
Общая площадь комплексного стадиона составляет более 8 га, среди прочих сооружений — два футбольных поля. Основное — с натуральным газонным травяным покрытием, системами орошения, подогрева и дренажа и автополива. Вместимость западной и восточной трибун, оборудованных пластиковыми креслами, составляет по 2 550 человек каждая. Зрительские места покрыты консольным козырьком с вылетом консоли 20 метров.
Кроме этого на территории объекта расположено комплекс легкоатлетических сооружений: круговая легкоатлетическая 400-метровая беговая дорожка (ширина 6,25м) с искусственным покрытием последнего поколения и устройством легкоатлетической бровки; два легкоатлетических сектора с искусственным покрытием, расположенных у северной и южной лицевых линий футбольного поля.
Комплекс из 12 спортплощадок в комплексе с дренажными системами, в том числе: 8 теннисных кортов; 2 поля для игры в мини-футбол размерами 20×40 м; 2 баскетбольные площадки.
Стадион является домашней ареной регбийного клуба «Локомотив-Пенза».